# Tizguite
Tizguite (en àrab تيزكيت, Tīzgīt; en amazic ⵜⵉⵣⴳⵉⵜ) és una comuna rural de la província d'Ifrane, a la regió de Fes-Meknès, al Marroc. Segons el cens de 2014 tenia una població total de 10.693 persones.